# Ивичеста морска мишка
Ивичестата морска мишка (Callionymus pusillus) е вид бодлоперка от семейство морски мишки (Callionymidae). Видът не е застрашен от изчезване.

## Разпространение и местообитание
Разпространен е в Албания, Алжир, България, Гибралтар, Грузия, Гърция, Израел, Испания, Италия, Кипър, Ливан, Малта, Мароко, Монако, Португалия, Румъния, Русия, Сирия, Сирия, Словения, Тунис, Тунис, Турция, Турция, Украйна, Украйна, Франция, Хърватия и Черна гора.
Среща се на дълбочина около 1 m.

## Описание
На дължина достигат до 10 cm.